# 桑蒂蓬塞
桑蒂蓬塞，是西班牙安达卢西亚自治区塞维利亚省的一个市镇。总面积8平方公里，总人口7099人（2001年），人口密度887人/平方公里。